# Kolometrie
Unter Kolometrie versteht man die Zerlegung eines Satzes in mehrere Satzteile (Kola). Das Verfahren reicht bis in die griechische Antike zurück.

## Kolometrie und Stichometrie
Bei Kolometrie und Stichometrie handelt es sich um verschiedene Vorgehensweisen, Texte in kleinere Einheiten zu zerlegen. Während die Stichometrie sich nur an der Länge der Verse orientiert (Einteilung des Textes in Maßzeilen, Normalzeilen), bestimmt die Kolometrie rhetorische oder semantische Einheiten (Einteilung des Textes in sinnvolle Zeilen).

## Kolometrie in der Schule
Im schulischen Lateinunterricht wird die kolometrische Schreibweise verwendet, um Sätze besser verstehen und übersetzen zu können. Dabei wird nach jedem Komma oder Punkt, Doppelpunkt etc. eine Zeile freigelassen. Teilweise wird dies bei komplexen Satzgebilden zur Einrückungsmethode erweitert, bei der jeder Teilsatz abhängig davon eingerückt wird, wie er vom davorgehenden abhängt. Also wird beispielsweise ein Hauptsatz nicht eingerückt, ein dem Hauptsatz untergeordneter Nebensatz eine Stufe eingerückt, ein diesem untergeordneter Nebensatz wird eine weitere Stufe eingerückt, nicht aber bei einem von der nächsthöheren Gliederungsstufe abhängigen Satz (s. u. bei den Beispielen).

## Beispiele
Salve, amnis laudate agris, laudate colonis, dignata imperio debent cui moenia Belgae, amnis odorifero iuga vitea consite Baccho, consite gramineas, amnis viridissime, ripas! (Decimus Magnus Ausonius: Mosella, 23–26)
In der kolometrischen Schreibweise würde dieser lateinische Satz so aussehen:
Salve,
amnis laudate agris,
laudate colonis,
dignata imperio debent cui moenia Belgae,
amnis odorifero iuga vitea consite Baccho,
consite gramineas,
amnis viridissime,
ripas!
Durch diese Strukturierung ist der Satz übersichtlicher und daher einfacher zu übersetzen.
Itaque lex ipsa naturae, quae utilitatem hominum conservat et continet, decernit profecto, ut ab homine inerti atque inutili ad sapientem, bonum, fortemque virum transferantur res ad vivendum necessariae; qui si occiderit, multum de communi utilitate detraxerit: modo hoc ita faciat, ut, ne ipse de se bene existimans seseque diligens, hanc causam habeat ad iniuriam. 
(Cicero, De officiis, 3,31)
In der Einrückungsmethode würde dieser Satz so aussehen:
Itaque lex ipsa naturae,
quae utilitatem hominum conservat et continet,
decernit profecto, 
ut ab homine inerti atque inutili ad sapientem, bonum, fortemque virum transferantur res ad vivendum necessariae;
qui si occiderit, multum de communi utilitate detraxerit:
modo hoc ita faciat, 
ut, 
ne ipse de se bene existimans seseque diligens,
hanc causam habeat ad iniuriam.